# Сенорбі
Сенорбі (італ. Senorbì, сард. Senorbì) — муніципалітет в Італії, у регіоні Сардинія,  провінція Кальярі.
Сенорбі розташоване на відстані близько 390 км на південний захід від Рима, 36 км на північ від Кальярі.
Населення — 4839 осіб (2014).
Щорічний фестиваль відбувається 4 грудня. Покровитель — Santa Barbara.

## Демографія
Населення за роками:

Станом на 1 січня 2023 року в муніципалітеті офіційно проживали 152 іноземці з 24 країн, серед них 31 громадянин країн Євросоюзу та 5 громадян України.

## Сусідні муніципалітети
- Ортачезус
- Сан-Базіліо
- Сант'Андреа-Фрьюс
- Селегас
- Сьюргус-Донігала
- Суеллі